# Mission Canyon
Mission Canyon és una concentració de població designada pel cens dels Estats Units a l'estat de Califòrnia. Segons el cens del 2000 tenia 2.610 habitants.

## Demografia
Segons el cens del 2000, Mission Canyon tenia 2.610 habitants, 1.065 habitatges, i 689 famílies. La densitat de població era de 641,9 habitants/km².
Dels 1.065 habitatges en un 23,5% hi vivien nens de menys de 18 anys, en un 52,6% hi vivien parelles casades, en un 8,1% dones solteres, i en un 35,3% no eren unitats familiars. En el 22,3% dels habitatges hi vivien persones soles el 6,1% de les quals corresponia a persones de 65 anys o més que vivien soles. El nombre mitjà de persones vivint en cada habitatge era de 2,44 i el nombre mitjà de persones que vivien en cada família era de 2,73.
Per edats la població es repartia de la següent manera: un 16,9% tenia menys de 18 anys, un 5% entre 18 i 24, un 27,8% entre 25 i 44, un 35,4% de 45 a 60 i un 14,9% 65 anys o més.
L'edat mediana era de 45 anys. Per cada 100 dones de 18 o més anys hi havia 93,4 homes.
La renda mediana per habitatge era de 79.338 $ i la renda mediana per família de 103.442 $. Els homes tenien una renda mediana de 57.222 $ mentre que les dones 41.131 $. La renda per capita de la població era de 43.422 $. Entorn de l'1% de les famílies i el 6,8% de la població estaven per davall del llindar de pobresa.

## Poblacions més properes
El següent diagrama mostra les poblacions més properes.